# Афанасьев, Иван Мефодьевич
Иван Мефодьевич Афанасьев (27 июня 1928, д. Коктюль Ялуторовского района — 21 июля 2013, г. Тюмень) — бригадир лесозаготовительной бригады Комсомольского леспромхоза Советского района Тюменской области, Герой Социалистического Труда (1971).

## Биография
Во время войны работал в колхозе имени XVIII партсъезда Ялуторовского района.
В 1951 г. после службы в армии поступил в Лебедевский лесопункт Заводоуковского леспромхоза: рабочий лесозаготовок, лесоруб, тракторист.
В 1962—1974 гг. тракторист, бригадир лесозаготовительной бригады Комсомольского леспромхоза Советского района Тюменской области. Довёл выработку бригады с 47 тыс. кубометров в 1968 году до более 60 тыс. кубометров в 1970-м.
В мае 1974 г. переехал в Тюмень, работал в отделе материально-технического снабжения объединения «Тюменьлеспром».
С 1989 г. на пенсии.
Герой Социалистического Труда (1971). Награждён орденом Трудового Красного Знамени (1966), медалями «За доблестный труд в Великой Отечественной войне гг.», «За доблестный труд. В ознаменование 100- летия со дня рождения В. И. Ленина» (1970), золотой медалью ВДНХ (1969).
Делегат съезда КПСС (1971).